# Феодосий (математик)
Феодосий (др.-греч. Θεοδόσιος, II в. до н. э.) — древнегреческий математик, часто называемый Феодосием Триполийским. Относительно его времени жизни и биографии существуют различные мнения, опирающиеся на противоречивые сообщения древних историков, ошибочно объединявших несколько лиц, носивших это имя. Он жил, по всей вероятности, во второй половине II в. до н. э., хотя его обычно называли современником Цицерона (середина I в. до н. э.).
Страбон сообщает, что Феодосий родился в Вифинии, но жил и работал в основном в Триполи. В настоящее время установлено, что он жил в Вифинии, а не в Триполи, как считалось раньше и указано в заглавиях многих названий его трудов.

## Сочинения
Основное дошедшее до нас сочинение Феодосия называется «Сферика» (σφαιρική). Оно состоит из трёх книг. Первая книга содержит 6 определений и 23 предложения, носящих элементарный характер. В 23 предложениях второй книги рассматриваются свойства кругов, наклонных друг к другу. Третья книга состоит из 14 предложений, относящихся к системам параллельных и пересекающихся кругов на сфере. Здесь выясняется служебная роль сферики по отношению к астрономии, хотя все теоремы сформулированы и доказаны чисто геометрически, без упоминания реальных астрономических объектов.
Кроме «Сферики», в греческом оригинале сохранились ещё два сочинения Феодосия. Небольшой трактат «О жилищах» (περὶ οἰκήσεων) посвящён описанию звёздного неба с точки зрения наблюдателей, находящихся в разных земных широтах. В трактате «О днях и ночах» (περὶ ἡμερῶν καὶ νυκτῶν), состоящем из двух книг, рассматривается дуга эклиптики, которую проходит Солнце за один день, и исследуются условия, необходимые для того, чтобы при равноденствиях день и ночь действительно равнялись друг другу.

## Переводы
«Сферику» Феодосия на арабский язык впервые перевёл Куста ибн Лукка ал-Баалбаки; его перевод, ведённый до 5 предложения II книги, был завершён Сабитом ибн Коррой.Существуют многочисленные комментарии к этому и другим сочинениям Феодосия, составленные восточными учёными XIII—XV веков, среди которых можно назвать таких крупных математиков и астрономов, как Насир ад-Дин ат-Туси, Мухи ад-Дин Яхья ал-Магриби и других.